# 阿尔贝托·科瓦
阿尔贝托·科瓦（義大利語：Alberto Cova，1958年12月1日—），意大利男子田径运动员。他曾代表意大利参加1984年和1988年夏季奥林匹克运动会田径比赛，其中在1984年奥运会获得一枚金牌。